# 张近东
张近东（1963年3月28日—），出生于江苏南京市，祖籍安徽天长，中国企业家，苏宁云商集团创始人、曾任董事长兼CEO。

## 生平
1981年考入南京师范大学中文系，1984年本科毕业。后供职于南京鼓楼区工业公司，直到1989年；1990年12月26日，张近东以10万元自有资金，在南京宁海路租下一个200平方米的门面房，取名为苏宁交家电（后更名苏宁电器），专营空调。2004年7月21日，苏宁电器连锁集团股份有限公司首发2500万股股票正式登陆深圳证券交易所中小企业板。2018年2月24日，当选为第十三届全国人大代表。
曾任江苏苏宁家电有限公司董事长兼总经理、中国人民政治协商会议第十、十一届全国委员会委员、中华全国工商业联合会常委、中华全国工商业联合会副主席、江苏省第十一届人民代表大会代表，现任苏宁云商集团股份有限公司董事长、中国人民政治协商会议第十二届全国委员会委员、中国民间商会副会长、中国上市公司协会副会长。2013年福布斯中国富豪榜单，张近东以268.4亿元排16位。
2021年7月，张近东辭任蘇寧易購董事長。

## 相关书籍
- 《张近东苏宁管理日记》2011年中国铁道出版社
- 《张近东的管理信念》2020年江苏人民出版社

## 家庭
- 独生子：张康阳，现任苏宁体育部长。